# Castelo de Caudete

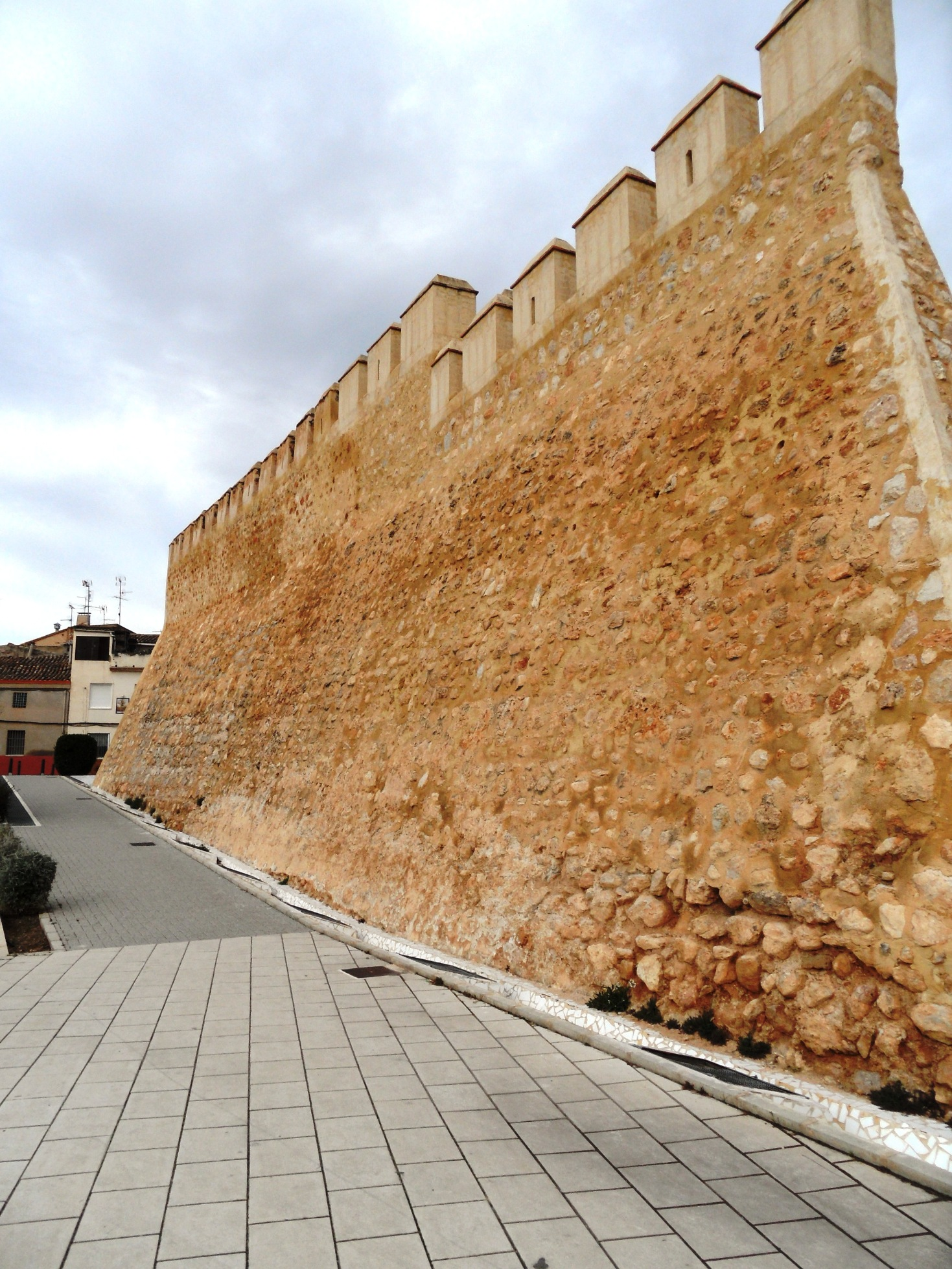
Castelo de Caudete.

O Castelo de Caudete localiza-se na cidade e município de Caudete, na província de Albacete, comunidade autónoma de Castilla-La Mancha, na Espanha.

## História
A sua origem remonta a uma fortificação muçulmana erguida pelos Almorávidas no século XII em posição dominante sobre uma pequena elevação, e em torno da qual se desenvolveu a povoação.
Durante toda a Idade Média, esta fortificação foi conhecida como "Lo castell de Capdet". Em 1356, ao eclodir a chamada Guerra dos dois Pedros, entre o Reino de Aragão e o Reino de Castela, encontrando-se a povoação de Caudete e seu castelo em posição fronteiriça entre os beligerantes, foi uma das regiões que mais sofreu com o conflito. O primitivo castelo foi danificado em grande parte, tendo perdido as suas linhas muçulmanas originais na reconstrução que se seguiu à victória de Henrique II de Castela, em 1369.
Perdida a sua função defensiva, foi abandonado no século XVI, tendo o seu interior sido utilizado como cemitério municipal até ao século XIX, quando passou às mãos de particulares, proprietários de casas que se lhe foram adossadas aos muros. Para este fim, foram abertas grandes fendas nas muralhas com o fim de ampliação das residências, acção que contribuiu para ampliar a degradação da antiga fortificação.
Em nossos dias, sofria intervenção de restauração em 2005, encontrando-se já restauradas parte das muralhas. Em anexo, foi inaugurado desde Setembro de 2004 um jardim, conhecido "El Albacar", onde ocorre anualmente, em fins de Agosto, um concerto de música, abre as festas, uma semana depois, de Mouros e Cristãos na cidade.

## Características
O castelo apresenta planta poligonal, com uma área total de 1800 metros quadrados. Nele destaca-se o grande espaço ocupado pelo alambor, que se estende até ao parapeito meridional; destacam-se ainda os merlões, de formato quadrangular com remate em telhado de quatro águas, dos quais ainda se conservam, em nossos dias, em bom estado, trinta e quatro.
No interior do castelo erguem-se duas torres muçulmanas, ambas de alvenaria. Na torre Leste, observa-se um engrossamento particular na parede, com mais de um metro de espessura, uma vez que era ela que defendia o acesso ao portão de armas.